# Sveriges damlandslag i handboll
Sveriges damlandslag i handboll representerar Sverige i handboll på damsidan. Laget fick i samband med världsmästerskapet 2001 smeknamnet "Det leende landslaget". Lagets största framgångar är EM-silver 2010 och EM-brons 2014, laget har därutöver även nått semifinal i VM 2017 och 2023, och Tokyo-OS 2021.

## Historia
Sverige spelade sin första damlandskamp i handboll utomhus i Oslo den 29 september 1946, då man besegrade Norge med 5-2. Den första landskampen inomhus skedde då man den 31 oktober 1947 besegrade Norge med 6-4 i Stockholm.

### Turneringar under 2000-talet

#### VM 2001 i Italien
Spelartrupp: Jenny Lindblom (IK Sävehof), Madeleine Grundström (Skövde HF) – Veronica Isaksson (Skuru IK), Tina Flognman (IK Sävehof), Karin Almqvist (IK Sävehof), Anna Rapp (RoCasa Remudas), Jennie Florin (Toulouse HB), Theresa Claesson (Horsens HK), Karin Nilsson (Skånela IF), Linda Nilsson (Sävsjö HK), Katarina Arfwidsson (Skuru IK), Lina Möller (Team Skåne EIK), Madelene Olsson (Fox Team Nord), Åsa Lundmark (Horsens HK), Åsa Eriksson (Mogensen),  (RoCasa Remudas). Förbundskaptener: Per-Olof Jonsson och Tomas Ryde.
Vid VM 2001 i Italien gick Sverige till kvartsfinal, och laget fick genom TV-sändningar mycket uppmärksamhet och blev ett populärt svenskt landslag. De vann samtliga fem matcher i gruppspelet och kvalificerade sig för slutspel, där de vann mot Nederländerna i åttondelsfinalen med 23 - 21 efter storspel av målvakten Madeleine Grundström. Laget förlorade sedan stort mot Jugoslavien i kvartsfinalen. De slutade sedan på en åttonde plats efter förluster mot Frankrike och Österrike i placeringsmatcherna om femte till åttonde plats.

#### EM 2002 i Danmark
Spelartrupp: Jenny Holmgren (Ikast Bording), Madeleine Grundström (Skövde HF) – Veronica Isaksson (Skuru IK), Tina Flognman (IK Sävehof), Matilda Boson (Skövde HF), Anna Rapp (Skuru IK), Jennie Florin (Circle Nimes), Theresa Claesson (Brastads HK), Helena Andersson (Gjerpen IL), Erika Nilsson (Skövde HF), Teresa Utkovic (IK Sävehof), Lina Möller (FC Köpenhamn), Madelene Olsson (Frankfurt/Oder), Sara Eriksson (Team Eslöv IK), Åsa Eriksson (Horsens HK). Förbundskaptener: Per-Olof Jonsson och Tomas Ryde.
Vid EM 2002 i Danmark förlorade Sverige alla tre matcherna i första gruppspelet mot Jugoslavien, Rumänien och Österrike och blev utslaget och en 15:e placering totalt.

#### EM 2004 i Ungern
Spelartrupp: Therese Brorsson (Gjerpen IL), Madeleine Grundström (Skövde HF) – Helena Andersson (Gjerpen IL), Tina Flognman (GOG Svendborg), Matilda Boson (FC Köpenhamn), Anna Rapp (Skuru IK), Fanny Lagerström (Team Eslöv IK), Erika Nilsson (Skövde HF), Maria Lindqvist (IK Sävehof), Åsa Könsberg (Team Eslöv IK), Katarina Arfwidsson (Skuru IK), Jessica Enström; IVH Västerås), Sara Holmgren (Horsens HK), Sara Eriksson (Gjerpen IL), Åsa Eriksson (Mogenssen)(Horsens HK), Johanna Aronsson (Önnereds HK). Förbundskaptener: Per-Olof Jonsson och Tomas Ryde.
Vid EM 2004 i Ungern förlorade Sverige i gruppspelet mot Rumänien, Danmark och Tyskland och kom sist i gruppen och totalt en 14:e plats.

#### EM 2006 i Sverige
Spelartrupp:  Madeleine Grundström (Skövde HF), Therese Brorsson (Team Esbjerg) – Matilda Boson (Ålborg DH), Petra Skogsberg (Skövde HF), Tina Flognman (GOG Svendborg), Sara Holmgren (FC Köpenhamn), Johanna Wiberg (Ålborg DH), Annika Wiel Fredén (Horsens), Åsa Könsberg (KIF Vejen), Linnea Torstenson (Skövde HF), Fanny Lagerström (Team Eslöv), Sara Eriksson (FC Köpenhamn), Jessica Enström IVH Västerås), Katarina Arfwidsson Chrifi (Skuru IK), Terese Krantz (Spårvägens HF). Förbundskapten: Ulf Schefvert.
2006 spelades i Sverige, och förberedelserna inför turneringen var positiva. Vid GF World Cup i Danmark missade Sverige dock semifinalspelet. Vid EM vann Sverige premiärmatchen mot Ukraina men förlorade mot både Ryssland och Kroatien, men tog sig trots det till mellanrundan där man vann mot Danmark och Spanien men förlorade den avgörande matchen om en semifinalplats mot Frankrike. Sverige förlorade sen även mot Ungern i spel om femte platsen, men tog trots det en sjätteplats och det var den dittills bästa placeringen i ett EM-slutspel.

#### OS 2008 i Peking
Den 30 mars 2008 kvalificerade sig Sverige genom kvalspel i Tyskland för OS 2008 i Peking. Det var första gången någonsin som Sveriges handbollsdamer kvalificerade sig för OS.
Spelartrupp: Therese Bengtsson (Team Eslöv), Madeleine Grundström (Ålborg DH) – Tina Flognman (GOG Svendborg), Matilda Boson (Ålborg DH), Sara Holmgren (HC Leipzig), Annika Wiel Fredén (Horsens HK), Frida Toveby (Ålborg DH), Teresa Utkovic (IK Sävehof), Jessica Enström (IVH Västerås), Sara Eriksson (HC Leipzig), Johanna Ahlm (IK Sävehof), Linnea Torstenson (Ålborg DH), Johanna Wiberg (FC Köpenhamn), Isaelle Gulldén (IK Sävehof), Therese Islas Helgesson (Nordstrands IF). Förbundskapten: Ulf Schefvert.
Sverige förlorade de tre första matcherna mot Ungern, Ryssland och Sydkorea och låg sist i tabellen, men efter jämna matcher med segrar mot både Tyskland och Brasilien var Sverige klart för kvartsfinal. Där var dock Norge alldeles för svåra och vann med 31-24, efter att även ha förlorat mot Kina och Rumänien i placeringsmatcherna slutade Sverige på åttonde plats.

#### EM 2008 i Makedonien
Spelartrupp: Gabriella Kain (GOG Svendborg), Madeleine Grundström (Ålborg DH) – Karin Isaksson (IK Sävehof), Tina Flognman (GOG Svensborg), Matilda Boson (Ålborg DH), Sara Holmgren (HC Leipzig), Therese Islas Helgesson (Nordstrands IF), Jenny Wikensten (IK Sävehof), Frida Toveby (Ålborg DH), Petra Skogsberg (GOG Svendborg), Teresa Utkovic (Ålborg DH), Sara Eriksson (HC Leipzig), Johanna Ahlm (IK Sävehof), Linnea Torstenson (Ålborg DH), Johanna Wiberg (FCK Köpenhamn), Isabelle Gulldén (IK Sävehof). Förbundskapten: Per Johansson.
Vid EM 2008 i Makedonien spelade Sverige oavgjort i sin första match mot Vitryssland, vann andra mot Österrike med hela 24-10 för att sen spela oavgjort även mot Ryssland. I mellanrundan förlorade Sverige mot Tyskland och Kroatien men vann mot Makedonien och var därmed borta från vidare spel.

#### VM 2009 i Kina
Spelartrupp: Gabriella Kain (Odense GOG), Cecilia Grubbström (IK Sävehof) – Karin Isaksson (IK Sävehof), Tina Flognman (Odense GOG), Matilda Boson (Ålborg DH), Sara Holmgren (HC Leipzig), Therese Islas Helgesson (Odense GOG), Jenny Wikensten (IK Sävehof), Petra Skogsberg (Odense GOG), Lisa Wirén (HC Leipzig), Johanna Ahlm (Viborg HK), Linnea Torstenson (Ålborg DH), Johanna Wiberg (FC Köpenhamn), Isabelle Gulldén (IK Sävehof), Therese Wallter (Ålborg DH), Sabina Jacobsen (Lugi HF). Förbundskapten: Per Johansson.
Vid VM i Kina 2009 inledde Sverige med att besegra Kongo-Brazzaville och Brasilien men förlorade sen två avgörande matcher mot Frankrike och Tyskland för att vinna mot Danmark i sista gruppspelsmatchen. Detta gjorde att både Sverige, Frankrike och Tyskland alla hamnade på sex poäng, men att Sverige missade andra gruppspelet på grund av förlusterna mot just Frankrike och Tyskland. Istället fick Sverige spela i "President's Cup", där de tolv lagen som missade andra gruppspelet ingick. Där vann Sverige i tur och ordning mot Thailand (49-18), Australien (66-21, tillika svensk damhandbolls största landskampsseger) och Ukraina (34-31) för att spela om 13:e platsen mot Tunisien, en match som Sverige också vann, 33-31 efter förlängning. Turneringen var en stor besvikelse för den svenska truppen som förväntat sig att få spela i mellanrundan åtminstone. Ryssland vann finalen över Frankrike.

### Turneringar under 2010-talet

#### EM 2010 i Danmark/Norge
Spelartrupp:  Gabriella Kain (KIF Vejen), Cecilia Grubbström (IK Sävehof), Tina Flognman (Toulon Saint Cyr Var ), Matilda Boson (Spårvägens HF), Therese Islas Helgesson (Toulon Saint Cyr Var ), Jamina Roberts (IK Sävehof), Annika Wiel Fredén (BK Heid), Linnea Torstenson (FC Midjylland), Johanna Wiberg (Eslövs IK), Isabelle Gulldén (IK Sävehof), Jessica Helleberg (IK Sävehof), Therese Wallter (Skövde HF), Nathalie Hagman (Skuru IK), Angelica Wallén (Team Esbjerg), Sabina Jacobsen (Lugi HF), Anna-Maria Johansson (Team Esbjerg). Förbundskapten: Per Johansson.

##### Sveriges matcher i EM 2010
Vid EM i Danmark & Norge 2010 spelade Sverige sina sex första matcher i Norge och vann mot Tyskland, Ukraina och Nederländerna i första gruppspelet och vann gruppen. Det var första gången Sveriges damer gått genom det första gruppspelet i EM utan poängförlust. I mellanrundan vann Sverige mot Norge, förlorade mot Frankrike och vann sen en avgörande match mot Ungern med 24-19 och var klara för sitt första mästerskapsslutspel nånsin. Efter att mellanrundan var slutspelad flyttade Sverige och Norge, som de slutspelsklara lagen, till Danmark för att avsluta turneringen. Efter en jämn match i semifinalen mot Rumänien där Sverige vann med 25-23 efter nio mål av Linnea Torstenson var Sverige klara för den första finalen i ett mästerskap. Finalen mot Norge spelades söndagen den 19 december i Herning och Sverige inledde bra och ledde i halvtid med 11-10, men i den andra halvleken visade Norge vem som var bäst och vände matchen till seger med 25-20. Efter matchen fick lagkaptenen Johanna Wiberg lyfta upp silverpokalen som ett bevis för Sveriges första mästerskapsmedalj. Sverige hade ett ungt och förhållandevis orutinerat lag med bland annat Isabelle Gulldén, 21 år, Sabina Jacobsen, 21 år, Jamina Roberts, 20 år, och Nathalie Hagman, 19 år. Linnea Torstensson utsågs till MVP, mest värdefulla spelare i turneringen.

#### VM 2011 i Brasilien
Spelartrupp: Gabriella Kain (KIF Vejen), Cecilia Grubbström (IK Sävehof) – Ulrika Ågren (Team Esbjerg), Tina Flognman (Toulon Saint Cyr Var ), Matilda Boson (Spårvägens HF), Hanna Fogelström (IK Sävehof), Jamina Roberts (IK Sävehof), Annika Wiel Fredén (BK Heid), Johanna Ahlm (Viborg HK), Linnea Torstenson (FC Midtjylland), Johanna Wiberg (Eslövs IK), Isabelle Gulldén (Viborg HK), Jessica Helleberg (Team Esbjerg), Sabina Jacobsen (Lugi HF), Jenny Alm (IK Sävehof), Anna-Maria Johansson (Skövde HF). Förbundskapten: Per Johansson.

##### Sveriges matcher i VM-2011
Tack vare att Sverige tog silvret vid EM 2010 blev Sverige direktkvalificerade för VM 2011 i Brasilien. Men inför turneringen var det svenska laget skadedrabbat och många viktiga spelare var osäkra på om de skulle kunna delta. Väl framme i Brasilien spelade Sverige sina gruppmatcher i São Bernardo do Campo och i premiärmatchen den 3 december mötte man Argentina som man vann över med 37-11. Därefter följde matcher mot Elfenbenskusten (28-25), Uruguay (31-14), Kroatien (26-27) och Danmark (19-20), resultat som ledde till en tredje plats i gruppen. I åttondelsfinalen mötte de Frankrike och förlorade med 23-26.

#### OS 2012 i London

##### Kval till OS 2012
Efter att Norge vunnit guld vid Handbolls-VM 2011 övertog Sverige deras plats från Handbolls-EM 2010 och slapp därmed att spela OS-kval under 2012.

##### OS-turneringen 2012
Spelartrupp: Gabriella Kain (KIF Vejen), Cecilia Grubbström (IK Sävehof) – Ulrika Ågren (Team Esbjerg), Tina Flognman (Toulon Saint Cyr Var), Matilda Boson (Spårvägens HF), Hanna Fogelström (IK Sävehof), Therese Islas Helgesson (Toulon Saint Cyr Var), Jamina Roberts (IK Sävehof), Annika Wiel Fredén (BK Heid), Johanna Ahlm (Viborg HK), Linnea Torstenson (FC Midtjylland), Johanna Wiberg (Eslövs IK), Isabelle Gulldén (Viborg HK), Jessica Helleberg (Team Esbjerg), Anna-Maria Johansson (Skövde HF). Förbundskapten: Per Johansson.

###### Sveriges matcher
OS i London blev ett stort misslyckande med fem raka förluster i gruppen och utslagning direkt. Sverige inledde med förlust mot Danmark 18-21 och följde upp med förlust 21-24 mot Norge. I tredje matchen mot Frankrike blev det brakförlust med 12 mål 17-29. Sverige avslutade fiaskot med förlust mot Spanien 24-25 och Sydkorea 28-32. Efter turneringen var det ett stukat svenskt landslag. Per Johansson lämnade arbetet som förbundskapten. Även Johanna Wiberg slutade och hon gav beskedet före OS, Matilda Boson, Gabriella Kain, Annika Wiel-Freden och Theres Islas Helgesson slutade efter en svår skada första gruppspelsmatchen i OS i landslaget. Efter skadan födde hon barn och återvände ett år till handbollen i Skövde HF men slutade sedan helt med handboll.

#### EM 2012 i Serbien
Spelartrupp: Maria Olsson (Ålborg DH), Cecilia Grubbström (Viborg HK) – Ulrika Ågren (Randers HK), Tina Flognman (Toulon St Cyr Var), Hanna Fogelström (IK Sävehof), Linn Blohm (IK Sävehof), Jamina Roberts (IK Sävehof), Loui Sand (IK Sävehof), Emma Hawia-Svensson (Skuru IK), Johanna Westberg (Skuru IK), Johanna Ahlm (Viborg HK), Linnea Torstenson (RK Krim Mercator), Isabelle Gulldén (Viborg HK), Jessica Helleberg (Team Esbjerg), Angelica Wallén (Team Esbjerg), Sabina Jacobsen (Randers HK). Förbundskapten: Torbjörn Klingvall.

##### Sveriges matcher i EM 2012
Det var ett föryngrat Sverige som skulle spela i Serbien. Vi inledde turneringen med att besegra Danmark med 27-26, Makedonien med 26-15 innan vi förlorade, som vanligt, mot Frankrike med de stora siffrorna 17-24. I mellanrundan skulle vi möta Serbien, hemmanationen, i första matchen. Vi fick en bra start men Serbien tog över matchen och ledde med 23-18 innan Sverige avslutade med fem raka mål och fick oavgjort. Nu skulle Sveriges öde avgöras mot Norge, damhandbollens dominanter. Vi gör en bra match och  förlorar ändå med 25-28. I avslutningsmatchen besegrar vi lätt Tjeckien med 35-26. Det är Tina Flognmans sista match i svenska landslaget efter mer än 200 landskamper ändå ger inte Klingvall henne en sekunds speltid. Förbundskaptenen visade prov på dålig social förmåga. I sluttabellen över mellanrundan kan man se att om Sverige besegrat Serbien hade man varit i semifinal. Sverige var ett mål från EM-semifinal.

#### Kval till VM 2013
Spelartrupp: Cecilia Grubbström (OGC Nice), Jannike Wiberg (då Nordström, H65 Höör), Ulrika Ågren (Randers HK), Hanna Fogelström (IK Sävehof), Linn Blohm (IK Sävehof), Jamina Roberts (IK Sävehof), Loui Sand (IK Sävehof), Maria Adler (Lugi HF), Johanna Westberg (Skuru IK), Johanna Ahlm (Viborg HK), Sabina Jacobsen (Randers HK), Isabelle Gulldén (Viborg HK), Jessica Helleberg (Team Esbjerg), Nathalie Hagman (Lugi HF), Frida Tegstedt (IK Sävehof), Ida Odén (IK Sävehof), Jenny Alm (IK Sävehof). Förbundskapten: Torbjörn Klingvall.
Efter EM 2012 skulle Sverige möta Polen i kvalet till VM 2013. Den 2 juni 2013 inledde Sverige kvalet i Örebro. Det blev förlust med 23-26 och svårt läge inför returen. Avgörande i matchen blev en måltorka på 14 minuter i slutet av första halvlek och inledningen av andra.  Listan på målskyttar avslöjar att vi  inte gjorde något mål från en kantspelare. I returen i Polen den 8 juni förlorade vi igen med 31-32. Nu fungerade inte försvar och målvaktsspel. Det måste sägas att det var otacksamt för målvakterna som  inte fick hjälp av försvaret. Sverige saknade i matcherna Linnea Torstensson. Att åka ut i kvalet mot Polen som sen kom fyra i VM ska heller inte betraktas som fiasko utan mera som ett misslyckande.

#### EM 2014 i Kroatien/Ungern
Spelartrupp: Johanna Bundsen (IK Sävehof), Filippa Idéhn (IK Sävehof) – Ulrika Ågren (Buxtehuder SV), Hanna Fogelström (Toulon Saint Cyr Var), Linn Blohm (Team Tvis Holstebro), Jamina Roberts (Team Tvis Holstebro), Loui Sand (IK Sävehof ), Johanna Ahlm (Team Esbjerg ), Linnea Torstenson (CSM Bukarest), Isabelle Gulldén (Viborg HK), Jessica Helleberg (HC Odense ), Nathalie Hagman (Team Tvis Holstebro), Sabina Jacobsen (FC Midtjylland), Ida Odén (IK Sävehof ), Jenny Alm (IK Sävehof), Anna-Maria Johansson (Skövde HF). Förbundskaptener: Thomas Sivertsson och Helle Thomsen.
Sverige tog brons genom att besegra Montenegro med 25-23 i tredjeprismatchen.

#### VM 2015 i Danmark
Spelartrupp: Johanna Bundsen (IK Sävehof), Filippa Idéhn (Team Esbjerg) – Frida Tegstedt (Füchse Berlin), Carin Strömberg (Skuru IK), Linn Blohm (Tvis Holstebro), Jamina Roberts (Tvis Holstebro), Loui Sand (IK Sävehof), Emma Hawia-Svensson (Skuru IK), Johanna Ahlm (FC Midtjylland), Linnea Torstenson (CSM Bukarest), Marie Wall (H65 Höör), Isabelle Gulldén (CSM Bukarest), Nathalie Hagman (Tvis Holstebro), Sabina Jacobsen (FC Midtjylland), Jenny Alm (Team Esbjerg), Anna-Maria Johansson (Skövde HF). Förbundskapten: Thomas Sivertsson.
Sverige gick vidare från gruppspelet till åttondelsfinalen, där man fick stryk med 19-26 mot Danmark.

#### OS 2016 i Rio de Janeiro

##### Kval till OS 2016
Spelartrupp: Johanna Bundsen, IK Sävehof, Filippa Idéhn, Team Esbjerg, Martina Thörn, Glassverket  Loui Sand, IK Sävehof, Marie Wall, H65 Höör Frida Tegstedt, Füchse Berlin, Linn Blohm, Team Tvis Holstebro Nathalie Hagman, Team Tvis Holstebro, Emma Hawia-Svensson, Skuru IK. Johanna Westberg, Randers HK, Linnea Torstenson, CSM Bukarest, Jenny Alm, Team Esbjerg Carin Strömberg, Skuru IK, Isabelle Gulldén, CSM Bukarest, Johanna Ahlm, FC Midtjylland. Angelica Wallén, Toulon, Sabina Jacobsen, FC Midtjylland, Jasmina Djapanovic, H65 Höör. Förbundskapten: Helle Thomsen.
Under en helg i mitten av mars 2016 kvalificerade sig Sverige genom kvalspel i Astrachan i Ryssland för spel i 2016 års olympiska turnering i Rio de Janeiro i Brasilien. I gruppen ingick Sverige, Mexiko, Polen och Ryssland. Sverige vann över Mexiko med 41-20, sedan över Polen med 30-26 för att avsluta i en betydelselös match mot Ryssland som förlorades med 29-37. Martina Thörn fick följa med då Bunsen var lätt knäskadad. Jasmina Djapanovic fick landslagsdebutera för Sverige efter att ha blivit svensk medborgare. I matchen mot Ryssland imponerade Angelika Wallen med 4 mål och flera genombrott och fina stegisättningar.

##### OS-turneringen 2016
Spelartrupp: Johanna Bundsen (IK Sävehof), Filippa Idéhn (Team Esbjerg) – Frida Tegstedt, Issy Paris), Carin Strömberg (Viborg HK), Linn Blohm (FC Midtjylland), Loui Sand (IK Sävehof), Jamina Roberts (Tvis Holstebro), Michaela Ek (Ringkøbing Håndbold), Linnea Torstenson (CSM Bukarest), Isabelle Gulldén (CSM Bukarest), Hanna Blomstrand (Lugi HF), Nathalie Hagman (Nykøbing/Falster HK), Angelica Wallén (Skuru IK), Sabina Jacobsen (FC Midtjylland), Jenny Alm (Team Esbjerg). Förbundskapten: Henrik Signell.
OS-turneringen har 12 lag uppdelade på två grupper med 6 lag i varje grupp. Sverige spelade alltså 5 matcher i gruppen. Inledde mot Argentina med en klar seger 31-21, besegrade sedan Sydkorea med 31-28. I matchen med Ryssland förlorade Sverige med 34-36 efter att ha haft en stor ledning. Sen kontrade ryskorna sönder det svenska laget, vars försvarsspel lades i ruiner. Mot den på senare år ständige motståndaren Nederländerna blev det oavgjort 29-29 efter en match som svängde fram och tillbaka. I avslutningen mot vår "skräckmotståndare" Frankrike blev det förlust 25-27. Sverige toppade inte laget i matchen vilket var förvånande. Förlusten gjorde att Sverige blev trea i gruppen och i kvartsfinalen väntade då Norge, damhandbollens dominerande nation. I kvartsfinalen blev Sverige helt utklassat av Norge som vann med 33-20, ett förnedrande nederlag. Norge förlorade sedan semifinalen mot Ryssland efter 2 förlängningar och fick möta Nederländerna i bronsmatchen ( 36-26 till Norge). Ryssland tog hem finalen med 22-19 mot Frankrike.

#### EM 2016 i Sverige
Spelartrupp: Nr 1 Johanna Bundsen (IK Sävehof), Nr 12 Filippa Idéhn (Team Esbjerg), Nr 4 Olivia Mellegård (IK Sävehof), Nr 5 Emma Ekenman Fernis (IK Sävehof), Nr 6 Carin Strömberg (Viborg HK), Nr 7 Linn Blohm (FC Midtjylland), Nr 8 Jamina Roberts (IK Sävehof), Nr 9 Loui Sand (IK Sävehof), Nr 19 Anna Lagerquist (Lugi HF), Nr 18 Marie Wall (H65 Höör), Nr 14 Johanna Westberg (Nykøbing/Falster HK), Nr 20 Isabelle Gulldén (CSM Bukarest), Nr 22 Hanna Blomstrand (Lugi HF), Nr 24 Nathalie Hagman (Nykøbing/Falster HK), Nr 27 Sabina Jacobsen (FC Midtjylland), Nr 28 Ida Odén (IK Sävehof), Nr 29 Jenny Alm (Team Esbjerg). Förbundskapten: Henrik Signell.
Förväntningarna på det svenska landslaget var högt ställda inför hemma EM 2016. I truppen som föryngrades ingick Hanna Blomstrand, som var med redan i OS tidigare samma år, samt Olivia Mellegård istället för petade Marie Wall. Största sensationen var att Linnea Torstenson, som varit en tongivande spelare i svenska landslaget, petades till förmån för Johanna Westberg. Anna Lagerquist togs ut istället för Frida Tegstedt. Ida Odén togs ut istället för Angelica Wallén.
Sverige inledde på Hovet i Stockholm den 4 december mot Spanien inför över 7 000 supportrar. Första matchen blev en klang och jubelföreställning mot ett yrvaket Spanien som blev utspelade. 25-19 till Sverige.
Till andra gruppmatchen hade bara halva supporterskaran bänkat sig. Sverige som aldrig förlorat mot Slovenien skulle vinna. Men då visade det sig att det svenska försvarsspel framför allt på kanterna läckte. Målvakterna fick inte tag i långskotten och framför allt gick det svenska anfallsspelet i baklås. Isabelle Gulldén gjorde tio mål, flera av dem på straff. Sverige fick inkassera ett nederlag 23-25.
Tredje gruppmatchen mot Serbien skulle avgöra Sveriges öde. Spanien hade genom att enkelt besegra Slovenien gett Sverige två poäng till mellanrundan. Men Sverige skulle inte spela bra nu heller, försvaret läckte och anfallsspelet stämde inte. Det blev underläge 11-17 innan man började få bättre ordning på sakerna. Målvakten Johanna Bundsen började spela på topp och Serbien fick svårare att göra mål. Snart var Sverige ifatt och inför slutet ledde man med 30-29 men med fyra sekunder kvar tilläts ändå serbiskorna att kvittera. Ändå: trots två tveksamma insatser tog sig Sverige till mellanrundan med tre poäng.
I mellanrundan väntade inga lätta motståndare. Först ut var Nederländerna. Sverige gjorde egentligen en bra match med 30 mål framåt. Återigen var Gulldén effektiv och inte minst Johanna Westberg höll kvar Sverige i matchen då hon kom in och satte sju mål bakom Tess Wester. Problemet var att vi inte kunde stoppa kontringar och tryck direkt på avkast. När Sverige gjort mål låg ofta bollen i det svenska målet några sekunder senare. Nederländerna var en toppmotståndare och svenskorna gjorde en bra match.
Matchen mot Frankrike handlade om att vinna eller försvinna ur turneringen. Svensk seger var absolut nödvändig för semifinalchans. Sverige inledde matchen uselt och gav bort en fyramålsledning till Frankrike. Det svenska försvaret och bra målvaktsspel arbetade laget tillbaka i matchen. Men det var det miserabla anfallsspelet som skulle fälla Sverige i denna match. Att bara släppa in 21 mål var inte dåligt men i anfallsspelet gjordes för lite mål. Genom förlusten med 19-21 var Sverige borta från semifinalchans.
Återstod gjorde en match mot Tyskland med lite chans för upprättelse. Det infriades inte utan Sverige fick stryk med 22-28 efter en måltorka på en kvart då tyskorna gjorde 9-0 på Sverige. Sverige placerade sig därmed på åttonde plats totalt i turneringen.

#### VM 2017 i Tyskland
Spelartrupp: Johanna Bundsen (Köpenhamn Håndbold), Filippa Idéhn (Brest Bretagne) – Ulrika Toft Hansen (Team Esbjerg), Olivia Mellegård (IK Sävehof), Emma Ekenman Fernis (IK Sävehof), Carin Strömberg (Viborg HK), Jamina Roberts (Erdi VSE), Loui Sand (Brest Bretagne), Daniela Gustin (Randers HK), Johanna Westberg (Nykøbing Falster HK(, Anna Lagerquist (Nykøbing Falster HK), Bella Gulldén (CSM Bukarest), Hanna Blomstrand (Köpenhamn Håndbold), Nathalie Hagman (CSM Bukarest), Sabina Jacobsen (CSM Bukarest), Jenny Alm (Köpenhamn Håndbold). Förbundskapten: Henrik Signell.

##### Sveriges matcher i VM 2017
2 december: Polen, 30–33, förlust i gruppspelets inledning. Sverige utan fungerande försvarsspel förlorar mot Polen. 3 december: Sverige besegrar Ungern i en målsnål match med, 25–22, första vinsten i  gruppspelet. Den 5 december mötte Sverige Tjeckien och låg under men vann till slut med 36–32. Målrik match där återigen försvarsspelet visar stora brister men Sverige vinner genom sitt vassa anfallsspel sin andra gruppspelsmatch. 7 december: Argentinabesegras enkelt med 38–24. 8 december i gruppfinalen mot Norge gjorde Sverige sin troligen bästa match i mästerskapet och vann med 31–28 gruppfinalen. Särskilt andra halvlek då Sverige lyckas hålla Norge mållösa i 10 minuter är starka.
Sverige vann gruppen före Norge och fick den 10 december möta Slovenien, i åttondelsfinal, vinsten blev 33–21. Slovenien klarade inte av det svenska försvaret och Ana Gros plockade Sabina Jacobsen bort ur matchen. Den 12 december mötte Sverige Danmark i kvartsfinal, och det blev seger med 26–23. Revansch för ett snöpligt nederlag i åttondelen i VM 2015 i Danmark. Danmarks utgrupperade försvarsspel sprang Hanna Blomstrand sönder. Blomstrand gjorde 7 mål på 7 avslut och blev matchens lirare. Den 15 december mötte Sverige Frankrike i semifinal. Det blev en jämn match där Frankrike ledde flera gånger men Sverige gav sig inte och hämtade in flera gånger. Inför avslutningen var det lika men då får Frankrike ett domslut med sig på offensiv foul då Hanna Blomstrand trodde hon kvitterat. I anfallet efteråt avgör Frankrike matchen. En bitter tvåmålsförlust med 22–24 för Sverige. Den 17 december spelar Sverige bronsmatch mot Nederländerna, förlust 21–24. Sverige gör en dålig första halvlek och ligger under med 8-14 i paus. I andra halvlek vid 9-16 börjar Sverige spela strålande försvar och håller Nederländerna mållösa i nära en kvart. Vi gör 9 mål och leder matchen med 18-16 efter dryga 20 min av andra halvlek. Vi har flera chanser att utöka ledningen men missar avsluten. Sen tar matchen en annan vändning och Nederländerna gör 8-3 på sista 10 och vinner bronset. Frankrike vann finalen över Norge.
2017 gick Sverige för första gången någonsin till en VM-semifinal i Tyskland vilket är Sveriges hittills bästa VM-resultat någonsin. Isabelle Gulldén kom på fjärde plats i skytteligan med 46 mål varav 19 på straff.

#### EM 2018 i Frankrike
Spelartrupp: Johanna Bundsen (København Håndbold), Filippa Idéhn (Brest Bretagne HB) – Linn Blohm (København Håndbold), Olivia Mellegård (IK Sävehof), Mathilda Lundström (Skuru IK), Carin Strömberg (Viborg HK), Jamina Roberts (Randers HK), Loui Sand (Fleury Loiret HB), Daniela Gustin (SG BBM Bietigheim), Mikaela Mässing (H65 Höör), Anna Lagerquist (Nykøbing Falster HK), Bella Gulldén (Brest Bretagne HB), Hanna Blomstrand (København Håndbold), Nathalie Hagman (CSM Bukarest), Sabina Jacobsen (CSM Bukarest), Jenny Alm (København Håndbold). Förbundskapten: Henrik Signell. Daniela Gustin blev korsbandsskadad i matchen mot Montenegro och ersattes då med Mathilda Lundström som inte varit inskriven i truppen. Sabina Jacobsen skadade ljumsken och utgick efter 20 min i Polenmatchen och spelade inte i resten av EM. Hon ersattes av Elin Hallagård (IK Sävehof).

##### Sveriges matcher i EM 2018
Sverige inledde gruppspelet mot Danmark och började matchen bra och ledde hela första halvlek. I andra tog Danmark initiativet och tog över ledningen och förde matchen. Mette Tranborg blev dansk matchvinnare med 7 mål. Natalie Hagman gjorde lika många men vid ställningen 29-30 på övertid brände hon en straff. Så vann Danmark matchen. I nästa match stod Sverige för upphämtning (Serbien ledde i första halvlek med 4 mål). Jenny Alm kunde avgöra med uddamålet 22-21 med bara sekunder kvar att spela. I tredje matchen mot Polen lyckades Sverige åter vinna med ett mål och fick därmed två poäng med till mellanrundan.
I mellanrundans första match väntade Montenegro som spelade ut Sverige i 52 minuter då de ledde med 27-20. Men med åtta minuter kvar kom en svensk uppryckning och slutresultatet snyggades till, så att det blev 28-30. Efter den tunga förlusten var det ett måste att vinna mot Frankrike. Sverige gör en mycket bra match och leder i stort sett hela matchen men tappar mot slutet och Frankrike kvitterar till 21-21. Nu var det små förutsättningar för Sverige att ta sig till semifinal. En förutsättning var vinst mot Ryssland och det infriades med seger 39-30 mot omotiverade ryskor. Natalie Hagman tangerade målrekordet i EM i en match med 17 mål i matchen. Men i matchen efter vann Frankrike lätt över ett lika omotiverat Serbien och Sverige var borta från semifinal. Sen återstod att spela match om femtepris mot Norge. Sverige förlorade stort 29-38.
Natalie Hagman kom på sjunde plats i EM:s skytteliga.

#### VM 2019 i Japan
Spelartrupp: Filippa Idéhn (Silkeborg-Voel), Jessica Ryde (Herning-Ikast), Martina Thörn (Aarhus United), Olivia Mellegård (København Håndbold), Marie Wall (København Håndbold), Linn Blohm (København Håndbold), Anna Lagerquist (Nyköbing Falster), Johanna Forsberg (IK Sävehof),  Nathalie Hagman (Odense Håndbold), Mathilda Lundström (Skuru IK), Jamina Roberts (Randers HK), Mikaela Mässing (Thüringer HC), Isabelle Gulldén (Brest Bretagne), Carin Strömberg (Viborg HK), Melissa Petrén (Horsens HK), Hanna Blomstrand (København Håndbold), Emma Lindqvist (H65 Höör), Sabina Jacobsen (CSKA Moskva).

##### Sveriges matcher i VM 2019
Sverige spelade i gruppspelet och vann relativt lätt de första fyra matcherna, Kongo-Kinshasa besegrades 26-16, Kina med 32-19, hemmanationen Japan med 34-26 och sedan Argentina med 30-22. Sista matchen i gruppen mot Ryssland gällde om Sverige skulle ta med 2 eller 4 poäng till mellanrundan. Ryssland vann matchen med 30-22 utan större besvär.
I mellangruppen mötte Sverige Spanien först och matchen inledde Spanien bäst och ledde 14-8 i halvtid. Spanien hade en stor ledning till en kvart återstod men då började Sverige knappa in mål efter mål och matchen slutade 28-28. I andra matchen besegrades Rumänien med 34-22. Sista mellangruppsmatchen mot Montenegro gällde Sveriges plats i semifinal. Vid seger skulle Sverige vara klart för semifinal. Det var en jämn match i första halvlek men i början av andra halvlek tog Montenegro en tremålsledning som Sverige aldrig förmådde ta in och matchen slutade med 26-23 till Montenegro och semifinalplatsen gick till Spanien. Sverige avslutade som gruppfyra och mötte Tyskland i match om sjunde plats där Sverige gjorde en bra match och vann klart med 35-24. 
Linn Blohm blev uttagen som mittsexa i turneringens all star-team.

### Turneringar under 2020-talet

#### EM 2020 i Danmark
Spelartrupp: Filippa Idéhn (CS Minaur Baia Mare), Jessica Ryde (Herning-Ikast), Evelina Eriksson (reserv) (Vipers Kristiansand), Emma Rask (H65 Höör), Elin Hansson (Skuru IK), Linn Blohm (CS Minaur Baia Mare), Anna Lagerquist (GK Rostov-Don), Johanna Forsberg (Nykøbing Falster), Nathalie Hagman (Nantes Atlantique), Matilda Lundström (IK Sävehof), Jamina Roberts (IK Sävehof), Kristin Thorleifsdóttir (Randers HK), Isabelle Gulldén (Brest Bretagne), Carin Strömberg (Viborg HK), Melissa Petrén (Horsens HK), Nina Dano (IK Sävehof), Emma Lindqvist (H65 Höör). Förbundskapten : Tomas Axnér.
Sveriges matcher i EM 2020
Sverige gjorde sitt svagaste mästerskap på många år. I gruppspelet vann mot Tjeckien och spelade sedan oavgjort mot Spanien. Sista gruppspelsmatchen förlorades mot Ryssland. Med bara en poäng till mellanrundan måste Sverige vinna de flesta matcherna men istället blev det tre förluster mot Danmark, Montenegro och Frankrike. Sverige kom sist i mellanrundan med bara 1 poäng. Det var Sveriges sämsta EM sedan 2004.

#### OS 2020 i Tokyo
Spelartrupp: Johanna Bundsen (København Håndbold), Jessica Ryde (Herning-Ikast), Carin Strömberg (Nantes Atlantique HB), Linn Blohm (Győri ETO KC), Jamina Roberts (IK Sävehof), Melissa Petrén (København Håndbold), Matilda Lundström (IK Sävehof), Johanna Westberg (Nykøbing Falster HK), Nina Dano (HH Elite), Anna Lagerquist (GK Rostov-Don), Emma Lindqvist (Herning-Ikast Håndbold), Nathalie Hagman (Nantes Atlantique HB), Kristin Thorleifsdóttir (Randers HK), Elin Hansson (Skuru IK), Jenny Carlson (Holstebro Håndbold). Förbundskapten : Tomas Axnér.
Sveriges matcher i OS 2020
Sveriges grupp i gruppspelet kallades skämtsamt för Dödens grupp, och det pratades om att Sverige skulle ha svårt att ta sig vidare till kvartsfinal. Sverige inledde dock turneringen med två lätta vinster, 31-24 mot Spanien och 36-24 mot ROC (Rysslands Olympiska Kommittés lag). De spelade sedan oavgjort mot Frankrike, och ännu en vinst mot Brasilien. Sista gruppspelsmatchen mot Ungern förlorade Sverige med 26-23. Sverige blev trots det gruppvinnare, och fick därmed möta andra gruppens 4:e placerade lag Sydkorea, i kvartsfinal, vilken Sverige vann med 39-30. I semifinal fick Sverige ännu en gång möta Frankrike, denna gången slutade det med förlust med två mål 27-29. Bronsmatch spelades mot Norge, och där utklassade Norge det svenska laget med 36-19. Sverige slutade fyra i OS, vilket är det bästa resultatet hittills på damsidan.

#### VM 2021 i Spanien
Spelartrupp: Johanna Bundsen (København Håndbold), Jessica Ryde (Herning-Ikast), Evelina Eriksson (Vipers Kristiansand), Martina Thörn (Odense Håndbold), Clara Lerby (Lugi HF), Olivia Mellegård (København Håndbold), Carin Strömberg (Neptunes de Nantes), Linn Blohm (Győri ETO KC), Jamina Roberts (IK Sävehof), Melissa Petrén (København Håndbold), Nina Dano (HH Elite), Anna Lagerquist (GK Rostov-Don), Emma Lindqvist (Herning-Ikast Håndbold), Nathalie Hagman (Neptunes de Nantes), Elin Hansson (Skuru IK), Evelina Källhage (Önnereds HK), Vilma Matthijs Holmberg (Skuru IK), Jenny Carlson (Holstebro Håndbold), Daniela de Jong (Skuru IK). Förbundskapten : Tomas Axnér.
Sveriges matcher i VM 2021
Sverige inledde mästerskapet med två stora vinster mot Puerto Rico och Uzbekistan. Sista matchen i den inledande omgången spelades mot regerande världsmästarna Nederländerna, och man spelade oavgjort med 31–31. I huvudrundan fick Sverige ännu en stor vinst mot Kazakstan innan man stod inför möte med Norge, som man för bara några månader sedan förlorade mot i bronsmatchen i OS med 36–19. Även mot Norge lyckades Sverige spela oavgjort (30–30) efter att Olivia Mellegård gjorde ett mål från vänsterkanten i sista sekunderna. En vinst mot Rumänien, en avgörande match mellan Nederländerna och Norge, och Sverige blev tvåa i gruppen och därmed klara för kvartsfinal. I kvartsfinal ställdes man mot de regerande olympiska mästarna Frankrike, som drog det längre strået och vann mot Sverige med 31–26. Sverige slutade 5:a.

#### EM 2022 i Montenegro, Nordmakedonien och Slovenien
Spelartrupp: Johanna Bundsen (IK Sävehof), Jessica Ryde (Herning-Ikast), Evelina Eriksson (CSM București), Nina Koppang (IK Sävehof), Carin Strömberg (Neptunes de Nantes), Linn Blohm (Győri ETO KC), Jamina Roberts (Vipers Kristiansand), Melissa Petrén (Viborg HK), Sara Johansson (Skara HF), Nina Dano (HH Elite), Anna Lagerquist (Neptunes de Nantes), Emma Lindqvist (Ikast Håndbold), Nathalie Hagman (Neptunes de Nantes), Kristin Thorleifsdóttir (HH Elite), Elin Hansson (SCM Râmnicu Vâlcea), Jenny Carlson (Brest Bretagne HB), Tyra Axnér (Nykøbing Falster HK), Clara Monti Danielsson (Chambray Touraine). Förbundskapten : Tomas Axnér.
Under mästerskapets gång kom Clara Petersson Bergsten och Linn Hansson in i truppen och ersatte Nina Dano och Sara Johansson.
Sveriges matcher i EM 2022
Sverige inledde gruppspelet med match mot Serbien, där man vann rätt klart 27–21. I match nummer två stod Slovenien för motståndet, ett Slovenien på hemmaplan som även hade skrällt i sin första match genom att vinna mot Danmark. Här vinner dock ett starkt Sverige med 11 bollar. Det är sedan dags för Sverige att möta Danmark. Inte mycket gick Sveriges väg, och man gick till halvtidspaus med ställningen 13–5 till Danmark. Cirka 37 minuter in i matchen byttes Tyra Axnér in, som hade ytterst få minuters speltid i mästerskapet hittills. Hon lyckades under den korta tiden bomba in 9 mål, och kunde i och med det snygga till siffrorna. Danmark vinner till slut med bara två bollar, 25–23. 
I huvudrundan har Sverige med sig två poäng från gruppspelet. Redan i första matchen ställs ettorna från gruppspelet mot varandra, Sverige mot Norge. Sverige gör på många sätt sin hittills bästa match i mästerskapet och man håller jämna steg med Norge nästan hela matchen. Det räcker dock inte mot Norge med Henny Reistad i spetsen, och Sverige förlorar även här med två bollar. I och med denna förlust har Sverige inte längre saker i egna händer för att ta sig vidare till semifinal. Många resultat måste bli rätt för att det ska gå Sveriges väg, inte minst måste Sverige själva vinna sina resterande två matcher mot Ungern och Kroatien. Norge måste även vinna sina resterande matcher, och Slovenien och Danmark alltså förlora mot Norge. Slovenien får dock inte förlora mot Ungern. 
Norge slår Slovenien och därefter gör Sverige sitt och slår Ungern med 30–25. Det återstår då tre helt avgörande matcher i sista rundan. Redan i första matchen, mellan Slovenien och Ungern, försvinner Sveriges chans för semifinal då Slovenien förlorar mot Ungern. Direkt efter ska Sverige möta Kroatien, och Sverige gör en bra första halvlek vilket ger en 6-målsledning i halvtid. I andra halvlek kommer Kroatien ut starkare, och gör under en period 5–0. Sverige lyckas dock hålla ledningen och vinner med 31–27. Detta innebar att Sverige skulle spela match om femte plats mot Nederländerna, en match som Sverige vann med 37–32.

#### VM 2023 i Danmark, Norge och Sverige
Spelartrupp: Johanna Bundsen (IK Sävehof), Irma Schjött (Ikast Håndbold), Evelina Eriksson (CSM București), Nina Koppang (IK Sävehof), Olivia Mellegård (IK Sävehof), Carin Strömberg (Neptunes de Nantes), Linn Blohm (Győri ETO KC), Jamina Roberts (Vipers Kristiansand), Mathilda Lundström (Silkeborg-Voel KFUM), Nina Dano (Odense Håndbold), Anna Lagerquist (Neptunes de Nantes), Emma Lindqvist (Ikast Håndbold), Nathalie Hagman (SCM Râmnicu Vâlcea), Kristin Thorleifsdóttir (HH Elite), Sofia Hvenfelt (SG BBM Bietigheim), Elin Hansson (HH Elite), Jenny Carlson (Brest Bretagne HB), Daniela de Jong (SCM Râmnicu Vâlcea), Tyra Axnér (Nykøbing Falster HK). Förbundskapten : Tomas Axnér.
Sveriges matcher i VM 2023
I mästerskapet spelade Sverige gruppspelet och huvudrundan i Scandinavium i Göteborg. Daniela de Jong fick en fraktur i handen en bit in i mästerskapet och ersattes av Carin Strömberg. Sverige vann sina tre första gruppmatcher i  mot Kina, Senegal och Kroatien. Även i huvudrundan vann Sverige mot Kamerun och sedan också de två svårare matcherna mot Ungern och Montenegro. Sverige åkte till danska Jyske Bank Boxen i Herning utan att ha tappat poäng. i kvartsfinal mötte de Tyskland som man spelat mot i träningslandskamper inför VM. Sverige rivstartade matchen och hade inga större problem utan vann matchen med 27-20. Sverige förlorade sedan klart mot blivande världsmästarinnorna Frankrike i semifinalen med 28-37. Sverige spelade ett svagt och förvirrat försvarsspel vilket 37 insläppta mål visar. I matchen om brons spelade Sverige betydligt bättre men Danmark vann med 28–27 och Sverige blev åter utan VM-medalj.

#### OS 2024 i Paris
Huvudartikel: Damernas turnering i handboll vid olympiska sommarspelen 2024
Spelartrupp: Målvakter: Johanna Bundsen, IK Sävehof, 145/4,  Evelina Eriksson, CSM Bukarest.32/1. Vänstersex: Elin Hansson, Horsens Håndbold, 74/184. Mittsex: Linn Blohm, Györi ETO KC, 166/483, Sofia Hvenfelt, SG BBM Bietigheim, 28/35, Högersex: Mathilda Lundström, Silkeborg-Voel KFUM, 79/123,  Nathalie Hagman, SCM Ramnicu Valcea, 221/818. Vänsternio: Jamina Roberts, Vipers Kristiansand, 233/600,  Kristin Thorleifsdóttir, Horsens Håndbold, 60/86,  Tyra Axnér, Nykøbing Falster HK, 34/56. Mittnio: Carin Strömberg, Neptunes de Nantes, 146/221, Jenny Carlson, Brest Bretagne HB, 61/173. Högernio: Nina Koppang, IK Sävehof, 29/39, Emma Lindqvist, Ikast Håndbold, 88/178. Reserver : Mälvakt: Jessica Ryde, målvakt, Neptunes de Nantes, 58/0, Vänstersex: Linn Hansson, Önnereds HK, 5/5. Mittsex; Olivia Löfqvist, Storhamar Håndball, 9/7. Förbundskapten : Tomas Axnér. Siffrorna anger spelade landskamper / antal mål före OS-turneringen.

### Sveriges matcher under OS
I första matchen som Sverige vann över Norge (blivande mästare) med 32-28. men i matchen skadade Sofia Hvenfeldt ett ledband och Sverige tvingades byta in Olivia Löfqvist som ersättare under resten av turneringen. Sverige vann sedan över Tyskland med 31-28 men förlorade tredje matchen mot Danmark med 23-25 men vann sedan mot Sydkorea 27-21 och Slovenien 27-23. Sverige placerades sig tvåa i gruppen och fick möta Ungern som blev trea i den andra gruppen. Kvartsfinalen blev jämn och efter 29-29 vid full tid lyckades Sverige vinna förlängningen med 7-3 alltså 36-32. Sverige ställdes mot Frankrike i semifinalen och ledde länge matchen. I slutet kom Frankrike närmare efter svensk missar i frilägen och på straffar och kunde kvittera till 25-25 strax före slutet. I förlängningen vann Frankrike med 6-3 alltså 28-31 med Sveriges siffror först. I bronsmatchen mötte vi åter Danmark men klarade inte av att hålla nere antalet insläppta mål och eftersom det är svårt att göra mål på Danmark så förlorade vi matchen 25-30. Det var andra OS-turneringen i rad Sverige förlorade bronsmatchen.

#### EM 2024 i Österrike, Ungern och Schweiz
Sverige slutade på femte plats genom att besegra Nederländerna med 33–32 i matchen om femteplatsen.

## Förbundskaptener
| Förbundskapten(er)                  | Tidsperiod |
| ----------------------------------- | ---------- |
| Åke Nilsson                         | 1963–1969  |
| Åke Nilsson och Aase Brundell       | 1969–1970  |
| Aase Brundell                       | 1970–1977  |
| Gunnar Stockhammar                  | 1977–1982  |
| Rolf Nilsson                        | 1982–1986  |
| Lars-Erik Säll                      | 1986–1989  |
| Björn Söderlund                     | 1989–1991  |
| Thomas Ryde                         | 1991–1994  |
| Ilija Puljević                      | 1994–1995  |
| Peter Hedin                         | 1995       |
| Peter Skoog och Joachim Lundberg    | 1996       |
| Claes Hellgren                      | 1996–1999  |
| Thomas Ryde och Per-Olof Jonsson    | 1999–2003  |
| Per-Olof Jonsson                    | 2003–2005  |
| Ulf Schefvert                       | 2005–2008  |
| Ulf Schefvert och Per Johansson     | 2008–2009  |
| Per Johansson                       | 2009–2012  |
| Torbjörn Klingvall                  | 2012–2013  |
| Thomas Sivertsson                   | 2013–2014  |
| Helle Thomsen och Thomas Sivertsson | 2014–2015  |
| Thomas Sivertsson                   | 2015–2016  |
| Helle Thomsen                       | 2016       |
| Henrik Signell                      | 2016–2020  |
| Tomas Axnér                         | 2020–      |

- Källor: Handbollsbloggen[46]

## Mästerskapsplaceringar
| - 1957 i Jugoslavien: 8:a - 1962 i Rumänien: Ej kvalificerade - 1965 i Västtyskland: Ej kvalificerade - 1971 i Nederländerna: Ej kvalificerade - 1973 i Jugoslavien: Ej kvalificerade - 1975 i Sovjetunionen: Ej kvalificerade - 1978 i Tjeckoslovakien: Ej kvalificerade - 1982 i Ungern: Ej kvalificerade - 1986 i Nederländerna: Ej kvalificerade - 1990 i Sydkorea: 13:e - 1993 i Norge: 6:a - 1995 i Österrike och Ungern: 11:a - 1997 i Tyskland: Ej kvalificerade - 1999 i Norge och Danmark: Ej kvalificerade - 2001 i Italien: 8:a - 2003 i Kroatien: Ej kvalificerade - 2005 i Ryssland: Ej kvalificerade - 2007 i Frankrike: Ej kvalificerade - 2009 i Kina: 13:e - 2011 i Brasilien: 9:a - 2013 i Serbien: Ej kvalificerade - 2015 i Danmark: 9:a - 2017 i Tyskland: 4:a - 2019 i Japan: 7:a - 2021 i Spanien: 5:a - 2023 i Danmark, Norge & Sverige: 4:a | - 1994 i Tyskland: 7:a - 1996 i Danmark: 8:a - 1998 i Nederländerna: Ej kvalificerade - 2000 i Rumänien: Ej kvalificerade - 2002 i Danmark: 15:e - 2004 i Ungern: 14:e - 2006 i Sverige: 6:a - 2008 i Makedonien: 9:a - 2010 i Danmark och Norge: Silver - 2012 i Serbien: 8:a - 2014 i Kroatien och Ungern: Brons - 2016 i Sverige: 8:a - 2018 i Frankrike: 6:a - 2020 i Danmark: 11:a - 2022 i Montenegro, Nordmakedonien och Slovenien: 5:a - 2024 i Österrike, Ungern och Schweiz: 5:a | - 1976 i Montreal: Ej kvalificerade - 1980 i Moskva: Ej kvalificerade - 1984 i Los Angeles: Ej kvalificerade - 1988 i Seoul: Ej kvalificerade - 1992 i Barcelona: Ej kvalificerade - 1996 i Atlanta: Ej kvalificerade - 2000 i Sydney: Ej kvalificerade - 2004 i Aten: Ej kvalificerade - 2008 i Peking: 8:a - 2012 i London: 11:a - 2016 i Rio de Janeiro: 7:a - 2020 i Tokyo: 4:a - 2024 i Paris: 4:a |

## Statistik
Spelare som fortfarande är landslagsaktuella är markerade med fetstil.
| Plats | Spelare                           | Landskamper | Landslagsmål |
| ----- | --------------------------------- | ----------- | ------------ |
| 1     | Jamina Roberts                    | 258         | 693          |
| 2     | Åsa Mogensen (Eriksson)           | 254         | 1108         |
| 3     | Nathalie Hagman                   | 246         | 942          |
| 4     | Mia Hermansson Högdahl            | 225         | 1153         |
| 5     | Tina Flognman                     | 225         | 388          |
| 6     | Isabelle Gulldén                  | 224         | 846          |
| 7     | Matilda Boson                     | 210         | 515          |
| 8     | Linn Blohm                        | 188         | 547          |
| 9     | Kristina Jönsson                  | 183         | 2            |
| 10    | Gunilla Olsson Friberg            | 181         | 293          |
| 11    | Linnea Torstenson                 | 177         | 655          |
| 12    | Johanna Bundsen                   | 168         | 16           |
| 13    | Carin Strömberg                   | 167         | 233          |
| 14    | Anna Rapp (Ljungdahl)             | 160         | 307          |
| 15    | Madelene Olsson                   | 159         | 166          |
| 16    | Madeleine Gustafsson (Grundström) | 149         | 0            |
| 17    | Lina Olsson Rosenberg             | 146         | 535          |
| 18    | Johanna Wiberg                    | 145         | 94           |
| 19    | Johanna Ahlm                      | 142         | 460          |
| 20    | Sabina Jacobsen                   | 136         | 134          |

| Plats | Spelare                        | Landslagsmål | Landskamper | Målsnitt |
| ----- | ------------------------------ | ------------ | ----------- | -------- |
| 1     | Mia Hermansson Högdahl         | 1153         | 225         | 5,12     |
| 2     | Åsa Mogensen (Eriksson)        | 1108         | 254         | 4,36     |
| 3     | Nathalie Hagman                | 924          | 242         | 3,82     |
| 4     | Isabelle Gulldén               | 846          | 224         | 3,78     |
| 5     | Jamina Roberts                 | 679          | 254         | 2,67     |
| 6     | Linnea Torstenson              | 655          | 187         | 3,70     |
| 7     | Linn Blohm                     | 543          | 187         | 2,90     |
| 8     | Lina Olsson Rosenberg          | 535          | 146         | 3,66     |
| 9     | Matilda Boson                  | 515          | 210         | 2,45     |
| 10    | Katarina Chrifi (Arfwidsson)   | 493          | 132         | 3,73     |
| 11    | Johanna Ahlm                   | 460          | 142         | 3,24     |
| 12    | Tina Flognman                  | 388          | 225         | 1,72     |
| 13    | Ann-Britt Furugård (Carlsson)  | 372          | 133         | 2,80     |
| 14    | Eva Agarsson (Olsson)          | 323          | 124         | 2,60     |
| 15    | Annika Wiel Hvannberg (Fredén) | 316          | 120         | 2,63     |
| 16    | Anna Rapp (Ljungdahl)          | 307          | 160         | 1,92     |
| 17    | Gunilla Olsson Friberg         | 293          | 181         | 1,62     |
| 18    | Karin Nilsson                  | 291          | 119         | 2,45     |
| 19    | Jenny Alm                      | 278          | 123         | 2,26     |
| 20    | Veronica Isaksson              | 242          | 107         | 2,26     |

Not: Statistiken på Svensk handboll ger möjligheten att se vilka landskamper alla spelare har spelat. Statistiken utelämnar dock matcher utomhus och ger därför ofullständig information om äldre landslagsspelare.

## Landslagsspelare som tilldelats Stora tjejers märke
Dessa spelare har tilldelats Stora tjejers märke. Kriterierna har förändrats genom åren. Numera krävs 100 A-landskamper för att få utmärkelsen.
- Eva Agarsson (Olsson)
- Eva Ahlén Johansson
- Johanna Ahlm
- Jenny Alm
- Gunilla Andersson
- Maja Andersson
- Lollo Andreini
- Ann-Britt Averbo (Gustavsson)
- Christina Bengtsson (Larsson)
- Berit Berglund (Carlsson)
- Monica Bergman
- Catarina Bergström
- Linn Blohm
- Matilda Boson
- Maria Bresell
- Anna-Lisa Brunnberg (Andersson Wallin)
- Johanna Bundsen
- Birgit Carlsson (Årman)
- Pia Carlsson Törnqvist
- Katarina Chrifi (Arfwidsson)
- Inga-Lill Eckerman
- Ulla-Britt Englund
- Mona-Lisa Englund
- Lotta Engström
- Jessica Enström
- Gunilla Eriksson
- Sara Eriksson
- Åse Fernis
- Kristina "Tina" Flognman
- Britt Forsell Schefvert
- Britt-Marie Funk (Nyström)
- Ann-Britt Furugård (Carlsson)
- Cecilia Grubbström
- Isabelle Gulldén
- Agneta Gustafsson
- Madeleine Gustafsson (Grundström)
- Guje Göland
- Ulrika Göthlin (Olsson)
- Nathalie Hagman
- Anita Helgstedt
- Mia Hermansson Högdahl
- Monica Holmberg
- Sara Holmgren
- Ulla-Britt Hultberg (Hillbom)
- Inga-Lill Hultin (Eriksson)
- Inger Håkansson
- Filippa Idéhn
- Veronica Isaksson
- Therese Islas Helgesson
- Sabina Jacobsen
- Ewa Jansson
- Ann-Sofie Johansson
- Carina Johansson
- Gerd Johnson (Kristiansson)
- Maj Johansson (Ahlqvist)
- Kristina Jönsson
- Catrin Kahl (Jonsson)
- Birgitta Bjarby Kandell
- Edla Karlsson (Thomasson)
- Anna Lagerquist
- Malin Lake
- Harriet Liestam
- Helena Lindblom (Johansson)
- Emma Lindqvist
- Eja Linnéll (Magnusson)
- Barbro Lübeck
- Lena Löhr (Wieslander)
- Ann-Christine Medhammar
- Åsa Mogensen (Eriksson)
- Carina Nilsson
- Karin Nilsson
- Annika Nordgren
- Britta Nordholm
- Evy Nordström
- Gerd Olausson Pettersson
- Gun-Britt Olsson (Lorné)
- Madelene Olsson
- Gunilla Olsson Friberg
- Lina Olsson Rosenberg
- Gunilla Wiberg (Pettersson)
- Christina Pettersson Hellgren
- Anna-Lena Pihl
- Thora Pihl (Lövgren)
- Ingrid Pinét
- Anna Rapp (Ljungdahl)
- Jamina Roberts
- Ylva Roos
- Helena Ruthström
- Lena Rydqvist
- Catharina Råland Wennberg
- Loui Sand
- Mary Sköldberg (Ahlén)
- Carin Strömberg
- Tone Süssly
- Inga Svensson (Jacobsson)
- Carina Söderberg
- Linnea Torstenson
- Gun Tvilling (Rousk)
- Maria Venäläinen
- Angelica Wallén
- Ann-Marie Westerberg
- Katrina Westerberg (Norrlander)
- Birgitta Westin
- Johanna Wiberg
- Annika Wiel Hvannberg (Fredén)
- Lena Wiklund
- Camilla Wislander (Häverby)
- Lena Zachrisson
- Cecilia Ågren Tyne
- Eva Älgekrans